# Awhustyn Dombrowski
Augustyn Antonowycz Dombrowski (ur. 9 września 1880 w Smarzowie, zm. 24 maja 1979 we Lwowie) – ukraiński działacz społeczny, pedagog.

## Życiorys
Absolwent Państwowego Seminarium Nauczycielskiego w Tarnopolu, nauczyciel szkół ludowych. Od 1904 roku mąż poetki Marijki Pidhirianki. W 1905 roku przenieśli się do Rybna, gdzie Augustyn pracował jako dyrektor szkoły, a jego żona jako nauczycielka. Tu urodziła się dwójka ich dzieci, a kolejna dwójka podczas pracy we wsi Worona. W czasie I wojny światowej powołany do armii austriackiej, w latach 1915–1918 przebywał w niewoli rosyjskiej. Członek Ukraińskiej Partii Radykalnej. W czasie powstawania Zachodnioukraińskiej Republiki Ludowej (ZURL) został posłem do Ukraińskiej Rady Narodowej z powiatu tłumackiego. W latach 1919–1928 przebywał na emigracji w Czechosłowacji, pracując jako nauczyciel na Zakarpaciu. Autor podręczników Ukrainśkyj bukwar oraz wielu artykułów w czasopismach pedagogicznych, w latach 1929–1930 redagował gazetę „Uczytelśke Słowo” we Lwowie.